# 松永東
松永東（日语：松永 東/まつなが とう，1887年10月15日—1968年1月22日），日本政治人物、企業家、律師。
曾擔任第45代眾議院議長。第76代文部大臣。埼玉市榮譽市民。

## 關聯項目
- 長崎縣出身人物一覧
- 早稻田大学校友一覧
- 日本大學校友一覧

| 議會席位        | 議會席位                           | 議會席位        |
| --------------- | ---------------------------------- | --------------- |
| 前任： 堤康次郎 | 眾議院議長 第45代：1954年 - 1955年 | 繼任： 益谷秀次 |
| 前任： 津崎尚武 | 衆議院懲罰委員長                   | 繼任： 田子一民 |
| 官衔            |                                    |                 |
| 前任： 灘尾弘吉 | 文部大臣 第76代：1957年 - 1958年   | 繼任： 灘尾弘吉 |